# Platisus moerosus
Platisus moerosus is een keversoort uit de familie platte schorskevers (Cucujidae). De wetenschappelijke naam van de soort werd in 1868 gepubliceerd door Francis Polkinghorne Pascoe.